# Varumärkesutveckling
Varumärkesutveckling är samlingsnamnet för den process som syftar till att bygga eller stärka ett varumärke. Varumärkesutveckling är ett företags förmåga att göra ett företagsnamn och dess produkter mer kända för den globala marknaden. Genom att göra en adekvat analys av hela företaget från interna faktorer till externa faktorer, en så kallad omvärldsanalys, vidare kan en strategi färdigställas och därefter kan en affärsplan upprättas för att på så sätt vidareutveckla företagets produktionsarsenal.  Detta ska i slutändan resultera i en ökning av kundkretsen och öka den globala kundkretsens vetskap om det aktuella varumärket.

## Processteg
1. Analysera företagets tillstånd på marknaden i förhållande till konkurrenterna och andra faktorer som inverkar, som t.ex. världsekonomin och politiska beslut.
2. Bolaget ska tillämpa en SWOT-analys som ska analysera företagets styrkor, svagheter, möjligheter och hot.
3. Utifrån SWOT-analysen kan företaget analysera resultatet och färdigställa en strategi som innehåller förbättringsåtgärder av företagets eventuella svagheter.
4. Upprätta en affärsplan som innehåller ett nytt ramverk som skall åtgärda de uppkomna problemen.
5. Gör ständiga utvärderingar av den nya affärsplanen.

## Strategier för varumärkesutveckling
Genom att företaget använder sig av en SWOT-analys kan de få värdefull information om företagets nuvarande position. Företaget får reda på eventuella svagheter, styrkor, möjligheter och hot. Några viktiga aspekter att tänka på vid utveckling av varumärket är att positionera sig rätt och ha utmärkande attribut gentemot konkurrenterna. Viktigt är också att ha ett namn som utmärker sig men går att förknippa med företagets produkter. Företaget måste också analysera hur de på bästa sätt får ut sina produkter på marknaden. Detta kan göras genom CO-branding, licensiering, tillverkarens varumärke eller egna märkesvaror. Efter att bolaget har gjort en analys utifrån bolagets situation, med avseende på exempelvis positionering eller att företaget inte har tillräckligt med utmärkande attribut, kan företaget tillämpa metoder för att förbättra positionen på marknaden.

### Fyra metoder inom varumärkesutveckling
Linjeutvidgning (Line extension) 
Vid denna typ av varumärkesutveckling så utvecklar bolaget det befintliga varumärket.
Varumärkesutvidgning (Brand extension) 
När företaget tillämpar denna metod så utökas produktgrupperna inom det befintliga varumärket.
Multibrand
Är när företaget introducerar ett nytt varumärkesnamn inom samma produktkategori.
Nya varumärken (New brands) 
Vid tillämpning av denna metod utarbetas ett nytt varumärkesnamn, plus en ny produktkategori. 